# Kazimierz Łukasiak

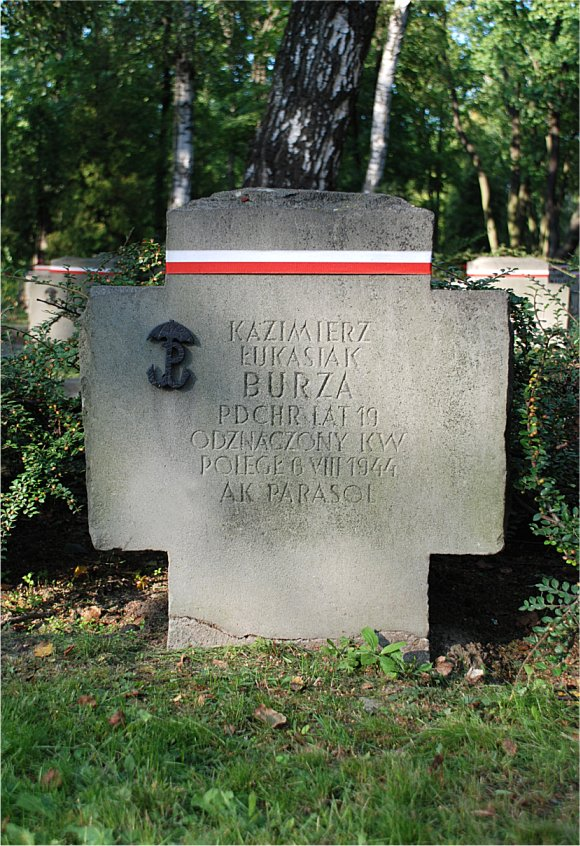
Grób na Powązkach Wojskowych

Kazimierz Łukasiak ps. Burza (ur. 18 stycznia 1925, zm. 6 sierpnia 1944 w Warszawie) – kapral podchorąży, uczestnik powstania warszawskiego jako zastępca dowódcy 1. drużyny I plutonu 2. kompanii batalionu „Parasol” Armii Krajowej.

## Życiorys
Podczas okupacji hitlerowskiej działał w konspiracji. Początkowo służył w drużynie „SAD-100" (kryptonim „Bravi”) w Szarych Szeregach, następnie, 1 sierpnia 1943, został przeniesiony do „Agatu”. Brał udział w akcjach polskiego podziemia, m.in. w Akcji „Wilanów” (26 września 1943), gdzie należał do 19-osobowej grupy ubezpieczającej oddział żołnierzy batalionu „Zośka”. 11 listopada 1943, w ramach organizacji sekcji samochodowej „Moto”, wraz z dwoma żołnierzami „Agatu” zdobył dla oddziału samochód marki Adler; zaś 16 grudnia najprawdopodobniej należał do grupy zdobywającej Opla, a na początku roku 1944 – Škodę. W maju 1944 wziął udział w Akcji „Stamm” (w zespole ubezpieczającym), zaś w lipcu wraz z żołnierzami „Parasola” zdobył 50 rowerów z niemieckich magazynów przy ul. Wilczej.
W powstaniu warszawskim walczył w szeregach batalionu „Parasol” na Woli. 2. dnia powstania został ranny. Zmarł 6 sierpnia 1944 w szpitalu powstańczym na Starym Mieście. Miał 19 lat.
Został odznaczony Krzyżem Walecznych i pochowany w kwaterach żołnierzy i sanitariuszek batalionu „Parasol” na Powązkach Wojskowych w Warszawie (kwatera A24-10-16).